# Rudziniec
Rudziniec è un comune rurale polacco del distretto di Gliwice, nel voivodato della Slesia.
Ricopre una superficie di 160,39 km² e nel 2004 contava 10 692 abitanti.